# Glenea extensa
Glenea extensa är en skalbaggsart som beskrevs av Francis Polkinghorne Pascoe 1858. Glenea extensa ingår i släktet Glenea och familjen långhorningar. Inga underarter finns listade i Catalogue of Life.